# Buck Island Reef
Das Buck Island Reef [bʌk ˈaɪlənd riːf] (deutsch - Riff) ist ein zum National Monument erklärtes Korallenriff vor Buck Island, einer kleinen, unbewohnten Insel der Amerikanischen Jungferninseln.

## Beschreibung
Buck Island hat eine Größe von 0,7 km² und liegt 2,4 km nördlich von Saint Croix. Das Naturschutzgebiet wurde 1961 mit einer Flächengröße von 850 acres von John F. Kennedy durch eine Presidential Proclamation ausgewiesen. Gerald R. Ford vergrößerte das Schutzgebiet am 1. Februar 1975 um 30 Acres. 2001 erfolgte gegen den erbitterten Widerstand der örtlichen Fischer eine wesentlich Erweiterung durch Bill Clinton auf die heutige Größe von 18.135 acres.
Große Teile des Gebietes, welches vom National Park Service verwaltet werden, liegen unter Wasser. Das maritime Ökosystem rund um die Insel besteht aus einem Korallenriff, welches die Insel zu nahezu 2/3 umrundet. Viele vom Aussterben bedrohte Fischarten leben in diesem Riff. Auf der Insel selbst legen viele Meeresschildkröten ihre Eier ab, auch ist sie die Heimat der Zwergseeschwalbe.
Zum Schnorcheln gibt es einen markierten Unterwasserweg nahe der östlichen Spitze der Insel. Der westliche Teil besteht aus weißem Sandstrand, von dem aus Bootsfahrten zum Korallenriff möglich sind.

## Einzelnachweise

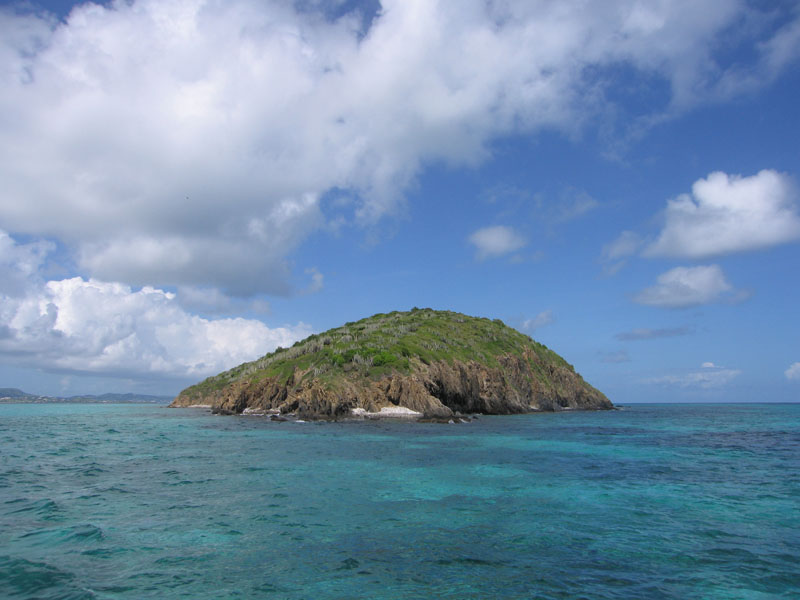
Buck Island
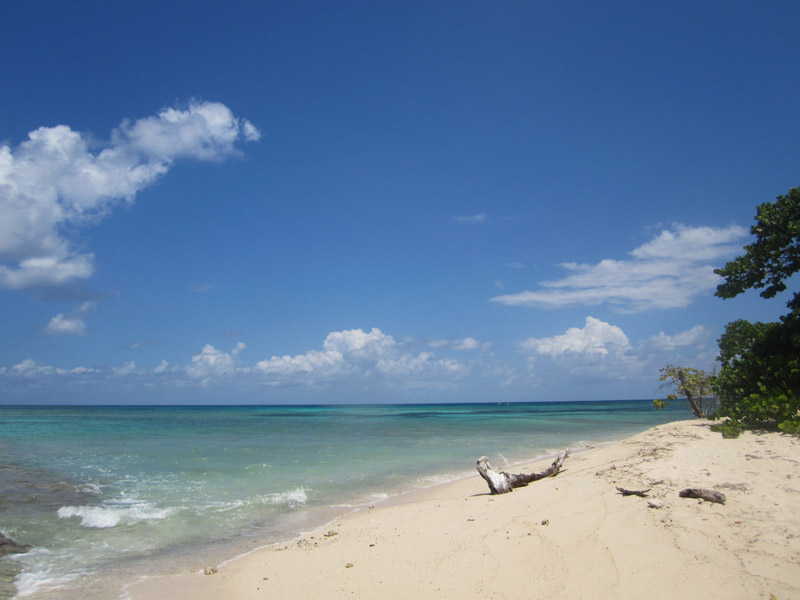
Turtle Beach
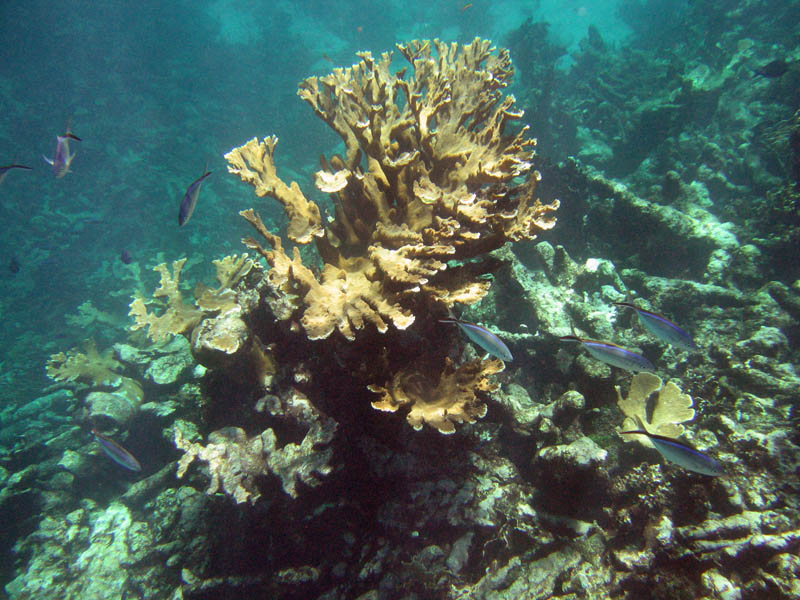
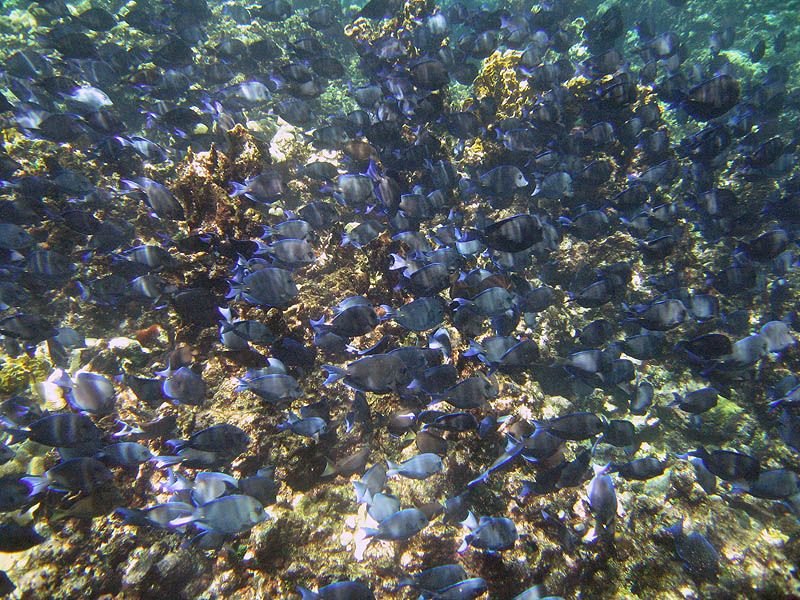
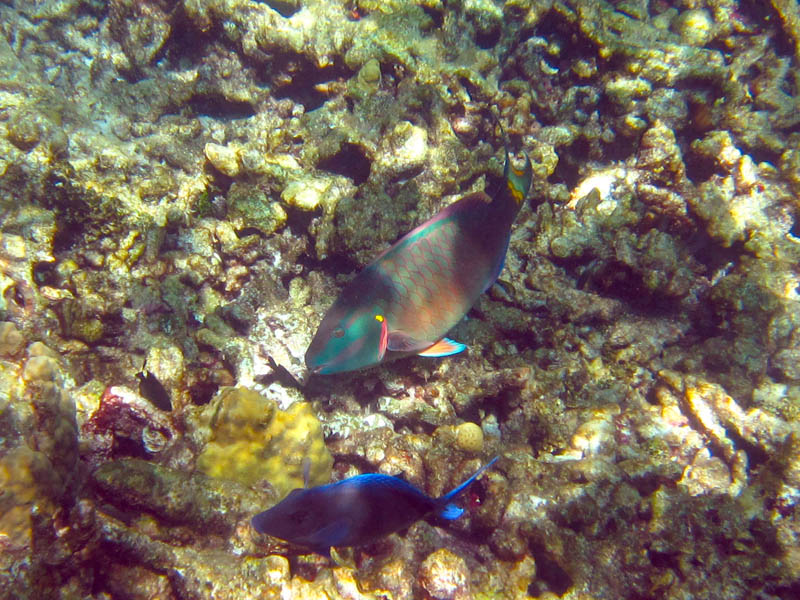